# بيرلر سفلي
بيرلر سفلي هي قرية في مقاطعة كليبر، إيران. عدد سكان هذه القرية هو 255 في سنة 2006.